# آزمایش مدفوع

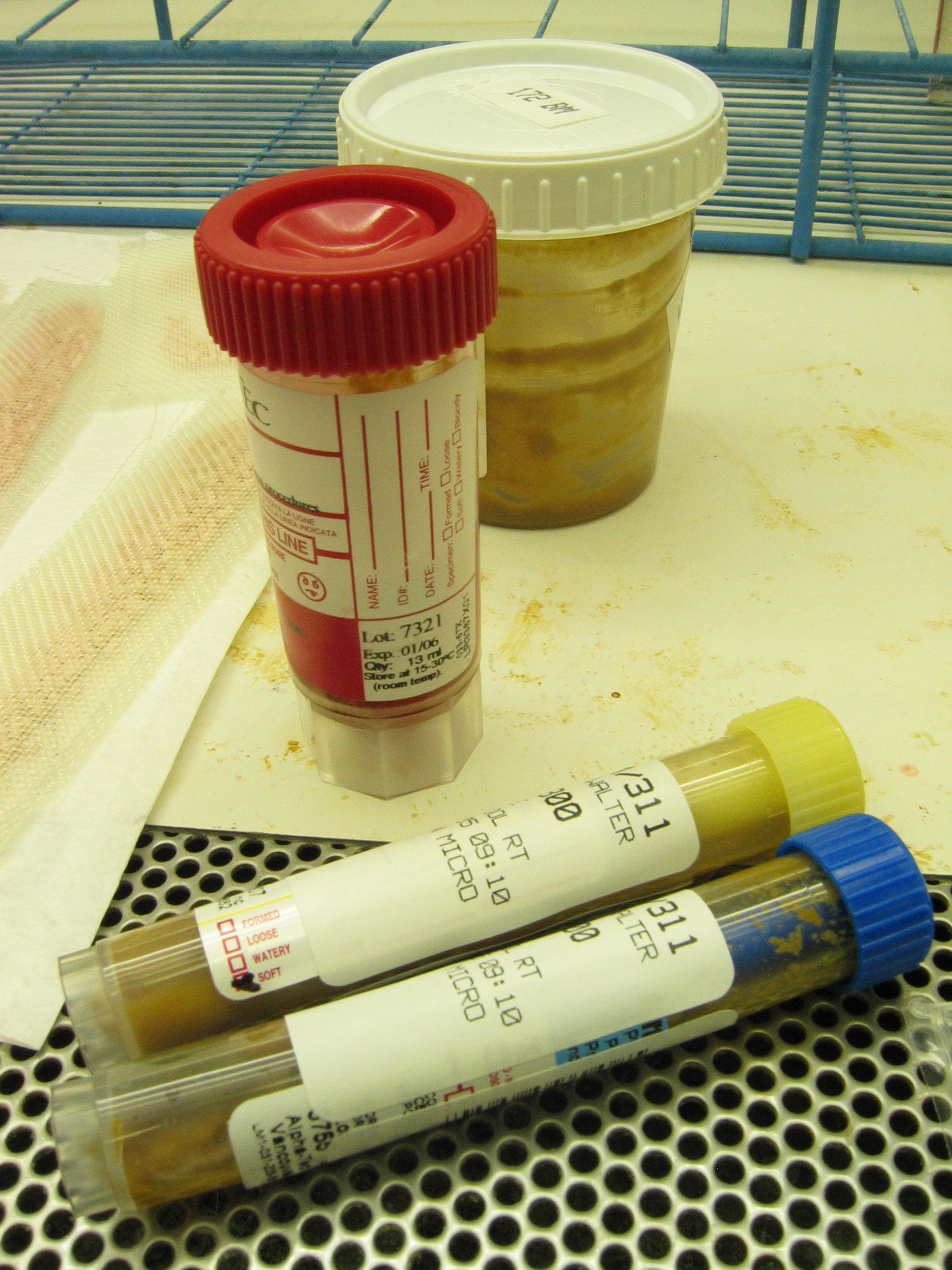
ویال‌های پر شده با مدفوع برای انجام آزمایش

آزمایش مدفوع (به انگلیسی: stool exam) نمونه‌گیری و تحلیل مدفوع برای تشخیص وجود یا عدم وجود یک متغیر پزشکی را دربرمی‌گیرد.

## خون پنهان در مدفوع
یکی از متداول‌ترین آزمایش‌های مدفوع، آزمایش خون پنهان در مدفوع (به انگلیسی: fecal occult blood test)، برای تشخیص عواملی که سبب خونریزی دستگاه گوارش می‌شوند مانند سرطان معده و سرطان روده، کاربرد دارد.